# Vickers Wellesley

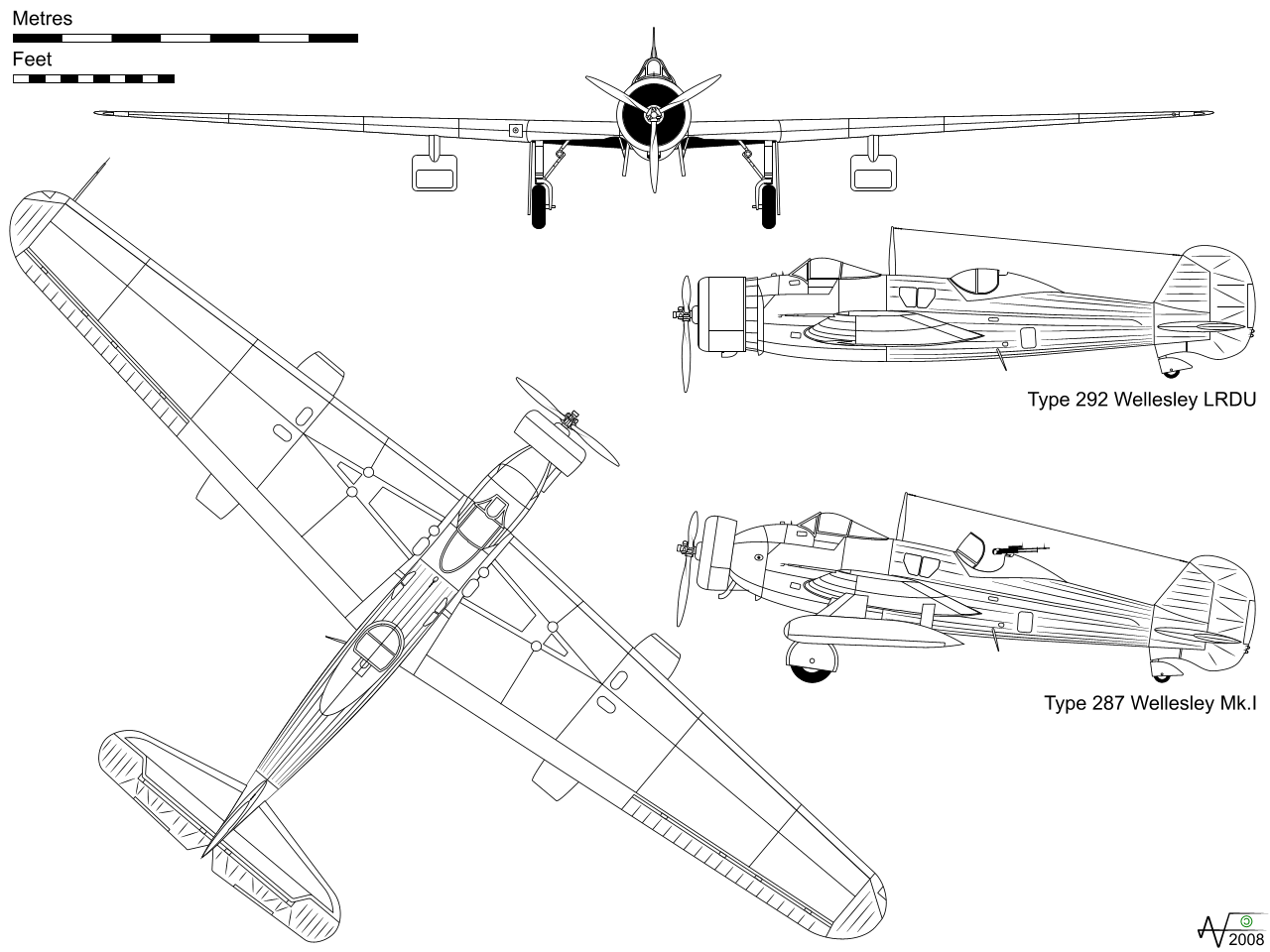
Tekeningen van Vickers Wellesley.

De Vickers Wellesley was een lichte Britse bommenwerper gebouwd door Vickers-Armstrongs. Er zijn 177 exemplaren van gebouwd, waarvan één prototype. De 176 serie-exemplaren werden gebouwd in 1937 en 1938.
Het toestel dat werd gebruikt door de  RAF, was al verouderd aan het begin van de Tweede Wereldoorlog en werd om die reden niet meer aan het Europese front gebruikt. Vanaf 1940 werd de Wellesley ingezet in Afrika, Egypte en in het Nabije Oosten.
De Mk I had twee afzonderlijke cockpits, de vervolgversie Mk II had er slechts een. De romp was vervaardigd uit duraluminium en met stof bespannen.

## Operationele geschiedenis
De RAF ontving de eerste Wellesleys in april 1937. In 1938 werden drie machines als lange-afstandsvliegtuig uitgerust voor de Long Rang Development Unit (LRDU) van de RAF. Op 5 november 1938 vlogen twee van deze Wellesleys non-stop in twee dagen van Ismaïlia in Egypte naar Darwin in Australië. De afstand bedroeg 11.525 km, dit was een nieuw wereldrecord voor non-stopvluchten.
In Soedan gebaseerde Wellesleys voerden hun eerste missie op 11 juni 1940 tegen Asmara in Eritrea uit. Hoewel verouderd, vormden de Wellesleys een belangrijk deel van de beschikbare bommenwerpers. De toestellen werden tot november 1941 gebruikt tegen Italiaanse doelen in Oostelijk Afrika. De laatste met Wellesleys uitgeruste eenheid, squadron 47, werd daarna tot september 1942 ingeschakeld voor het uitvoeren van verkenningstaken boven de Rode Zee. In 1943 werden de laatste Wellesleys uit dienst genomen.